# Tehtaan kenttä
Il Tehtaan kenttä è lo stadio di calcio della città di Valkeakoski, Finlandia, ed ospita le partite casalinghe della squadra di calcio cittadina, l'FC Haka, che partecipanta alla massima divisione del campionato finlandese, la Veikkausliiga.
Lo stadio ha una capacità di 6400 spettatori, con 3544 posti a sedere e 2586 posti in piedi. Il record di spettatori è di 6401, raggiunto nella gara dell'FC Haka contro l'HJK Helsinki della Veikkausliiga 1999.